# Luperosoma subsulcatum
Luperosoma subsulcatum är en skalbaggsart som först beskrevs av Horn 1893.  Luperosoma subsulcatum ingår i släktet Luperosoma och familjen bladbaggar. Inga underarter finns listade i Catalogue of Life.